# Alexandroúpoli
Alexandroúpoli (en grec moderne Αλεξανδρούπολη), ou Alexandroúpolis (en katharévousa Ἀλεξανδρούπολης) est une ville portuaire du nord-est de la Grèce, sur la mer de Thrace, dans la périphérie de Macédoine-Orientale-et-Thrace. Elle est le chef-lieu du district régional d’Évros et compte 59 476 habitants selon le recensement de 2021.
La ville est le siège de la Métropole d'Alexandroupolis, Trajanoupolis et Samothrace, évêché du Patriarcat œcuménique de Constantinople.

## Géographie
Alexandroupolis est situé environ 14,5 kilomètres à l'ouest du delta du fleuve Evros, à 40 kilomètres de la frontière entre la  Grèce et la Turquie, à 346 kilomètres de Thessalonique par l'autoroute A2 (Egnatia Odos) et à 750 kilomètres d'Athènes. 
Autour de la ville se trouvent de petits villages de pêcheurs comme Makri et Díkella à l'ouest, et les banlieues de Maistros, Apalos, Ánthia, Arístino, Nípsa, Loutrós à l'est, tandis qu'au nord de la ville se trouvent Palagia, Ávas, Esými et Kirki.

## Étymologie
En dépit de ce qu’affirment de nombreuses sources secondaires, Alexandroúpoli n’est pas une fondation d’Alexandre le Grand et ne doit pas être confondue avec Alexandrópolis Maedica, dont l’emplacement exact nous est inconnu, et que le conquérant macédonien fonda en référence à Philippópolis, ville honorant son père (aujourd’hui Plovdiv en Bulgarie). Les ottomans ont appelé ce lieu Dedeağaç signifiant « arbre du sage », nom qui perdura jusqu’en 1920, date à laquelle la ville est renommée par les autorités grecques, d’abord Néapoli, puis, en l’honneur du roi Alexandre Ier de Grèce, en Alexandroúpoli,.

## Histoire
Dans l’Antiquité s’élevait à cet endroit le petit port de Σάλη (Salè), desservant la proche cité de Doriskos et commerçant avec le peuple thrace des Corpillices membre du royaume des Odryses ; à l’époque romaine, le port dessert une cité de la Via Egnatia, nommée Traïanoúpoli en l’honneur de Trajan, et encore mentionnée à l’époque byzantine. Toute trace de Salê disparaît des chroniques au Ve siècle.
La ville réapparaît à l’époque ottomane au XVe siècle sous le nom turc de Dedeağaç et reste ottomane jusqu’en 1912 à l’issue de la Première Guerre balkanique. Elle est bulgare de 1912 à 1919, lorsqu’elle devient grecque par le traité de Neuilly. Elle était alors peuplée de Grecs, de Turcs, de Bulgares, de Pomaques, de Romaniotes et d’Avdétis ; les musulmans y étaient majoritaires. Lors des échanges de populations rendus obligatoires en 1923 par le traité de Lausanne, ces musulmans (Turcs, Pomaques et Avdétis) ont dû partir pour la Turquie et ont été remplacés par des Grecs micrasiates et pontiques chassés de ce pays, qui sont depuis lors, majoritaires dans la ville. Il reste néanmoins quelques villages pomaques dans l’arrière-pays.

## Développement des activités portuaires et militaires à partir de 2019
Geoffrey R. Pyatt (en), ambassadeur des Etats-Unis en Grèce de 2016 à 2022, soutient la restauration de l'activité portuaire de Alexandroúpoli afin d'importer en Europe de l'Est du matériel militaire de l'OTAN sans avoir à traverser le Bosphore contrôlé par les turcs. 
Il renouvelle l'accord de collaboration militaire entre la Grèce et les Etats-Unis. En 2019, il fait rétablir l'accès au port qui était bloqué par l'« Olga », un bateau échoué. Il arrive à faire annuler un appel d'offres qui visait à transférer le contrôle du port à un opérateur privé, possiblement russe ou chinois.
Il fait transformer le port d'Alexandroúpoli en base navale américaine, ce qui provoque l'agacement de Recep Tayyip Erdoğan,. Un terminal flottant permettant l'importation de GNL est en cours d'installation en 2023. L'Union européenne participe au programme de rénovation du port à hauteur de 35 millions d'euros.

## Population
| 1940   | 1951   | 1961   | 1971   | 1981   |
| ------ | ------ | ------ | ------ | ------ |
| 19 384 | 18 916 | 21 209 | 25 529 | 35 799 |

| 1991   | 2001   | 2011   | 2021   | - |
| ------ | ------ | ------ | ------ | - |
| 39 261 | 50 017 | 57 812 | 59 723 | - |

## Transports

### Transport aérien
Alexandroúpoli possède un aéroport (code AITA : AXD) situé  dans la banlieue d'Apalos, à environ 6 km du centre-ville d'Alexandroupolis. 
Il y a des vols quotidiens vers Athènes et plusieurs jours par semaine vers la Crète (aéroport international d'Héraklion Níkos-Kazantzákis et aérodrome de Sitía).
Des vols sont assurés à destination  de l'aéroport international de Larnaca.

### Transport maritime
Le port d'Alexandroúpoli est principalement utilisé pour le transport de passagers. 
Il y a des traversées quotidiennes vers les îles de Samothrace et de Lemnos.
Grâce à son port, choisi par les américains comme hub pour l'importation de matériel militaire pour l'OTAN et la guerre russo-ukrainienne de 2022, Alexandroúpoli connaît une nouvelle croissance à partir de 2019.

### Transport ferroviaire
Alexandroúpoli compte deux gares ferroviaires : la gare de marchandises Alexandroúpoli dialogi et la gare de voyageurs Alexandroúpoli ou port d'Alexandroúpoli.
Cette dernière est desservie par des trains à destination de Thessalonique et d'Orménio.
Il existait des liaisons ferroviaires vers Bourgas en Bulgarie et vers Edirne et Istanbul en Turquie, mais elles ont été suspendues.

### Transport routier
L’autoroute A2 (Egnatía Odós) est le plus grand axe routier traversant Alexandroúpoli. 
Elle relie la ville à Igoumenítsa, Ioánnina, Kozáni, Grevená, Véria, Thessalonique, Kavála, Xánthi et Komotiní à l’ouest et à Kípi à l’est.
Alexandroúpoli est traversée par la route E02 (Krystallopigí – Thessalonique – Phères) et par la route E53 menant à Orménio. 
Il y a des lignes de bus de la compagnie Evros reliant Alexandroúpoli aux villes de Komotiní, Xánthi, Kavála et Thessalonique. Il existe des lignes de bus qui relient directement Alexandroúpoli à Athènes. Il existe une liaison quotidienne fréquente avec les autres régions de l’Évros (Phères, Souflí, Didymotique, Orestiáda).

## Éducation
Alexandroupolis abrite quatre départements de l'Université Démocrite de Thrace. Ces départements sont les suivants :
- Département de médecine[13]
- Département de biologie moléculaire et de génétique[14]
- Département de l'enseignement primaire[15]
- Département des sciences de l'éducation de la petite enfance[16]

## Culture
La ville a fait l'objet de deux livres en français: l'un est un recueil de poèmes, Dame Sarakosti d'Alexandroupoli l'autre un roman , l'Errance d'Orphée. Le premier a été traduit en grec, Κυρά Σαρακοστή της Αλεξανδρούπολης . L'auteur, Jean-Christophe Eon vit à Alexandroupoli.

## Jumelages
| Ville | Ville      | Pays | Pays     |
| ----- | ---------- | ---- | -------- |
|       | Bourgas    |      | Bulgarie |
|       | Edirne     |      | Turquie  |
|       | Haskovo    |      | Bulgarie |
|       | Lakatámia  |      | Chypre   |
|       | Simferopol |      | Ukraine  |

## Personnalités
- Chrysopiyí Devetzí (1976), athlète grec
- Démis Nikolaïdis (1973), footballeur, champion de l'Euro 2004
- Marínos Ouzounídis (1968), footballeur, entraîneur de football
- Rafaíl Koumentákis (1993), joueur de volley-ball